# Crespina
Crespina är en ort och frazione i kommunen Crespina Lorenzana i provinsen Pisa i regionen Toscana i Italien. 
Crespina upphörde som kommun den 1 januari 2014 och bildade med den tidigare kommunen Lorenzana den nya kommunen Crespina Lorenzana. Den tidigare kommunen hade 4 191 invånare (2013).